# La terra dimenticata dal tempo
La terra dimenticata dal tempo (The Land That Time Forgot) è un film del 1975 diretto da Kevin Connor. É una pellicola di genere fantastico-avventuroso, tratta dal romanzo omonimo del 1918 di Edgar Rice Burroughs.
Il film è una variazione sul tema del "mondo perduto", il cui archetipo fu il celebre romanzo di Arthur Conan Doyle Il mondo perduto. Al contrario di quest'opera, il film si ispira al racconto di Burroughs nell'isola immaginaria vicino all'Antartide durante la prima guerra mondiale.
Il film riscosse un inatteso successo e spinse la Amicus Productions a realizzare altri due adattamenti cinematografici da opere di Burroughs, Centro della Terra: continente sconosciuto (At the Earth's Core, 1976), con Doug McClure, Peter Cushing e Caroline Munro, e Gli uomini della terra dimenticata dal tempo (The People That Time Forgot, 1977), un seguito diretto de La terra dimenticata dal tempo con protagonisti Patrick Wayne, Sarah Douglas e McClure in un cameo. I tre film furono diretti da Kevin Connor e distribuiti negli Stati Uniti dalla American International Pictures.

## Trama
Nel corso della prima guerra mondiale un sommergibile tedesco U-Boot affonda un mercantile britannico. I naufraghi del mercantile - fra cui Bowen Tyler e Lisa Clayton - riescono ad impadronirsi del sommergibile, che però viene dirottato da un ufficiale tedesco che manomette la bussola. Il sommergibile giunge così ad una isola sconosciuta, chiamata Caprona, nei pressi dell'Antartide, rimasta allo stadio primitivo e popolata da dinosauri, animali preistorici e tribù di cavernicoli.
Quando alcuni di questi catturano Lisa, Bowen riuscirà a liberarla, ma l'eruzione di un vulcano distruggerà il loro sommergibile, lasciandoli a Caprona, senza via d'uscita. Raggiunta la scogliera che circonda l’isola, i due lanciano in mare un messaggio in bottiglia, nel quale è raccontata l’incredibile storia vissuta, nella speranza di essere salvati.

## Ambientazione
Caprona è un'isola immaginaria che per effetto dell'attività vulcanica ha un clima mite e la vegetazione è verde e rigogliosa. La sua flora è composta principalmente da Sigillaria, Pteridophyta e conifere. Anche la fauna è caratterizzata da specie preistoriche: durante il film si vedono pterodactylus, diplodocus, polacanthus, plesiosaurus, allosaurus, styracosaurus, triceratops, ceratosaurus e mosasaurus.
L'isola è abitata anche da tre tribù umane (Bolu, Stolu, e Galu) ognuna più avanzata, sia tecnologicamente che spiritualmente, della precedente e man mano somaticamente più simili all'uomo moderno (anche se sembra possibile essere ammessi in una tribù più evoluta dopo essersi distinti in combattimento).
In questo luogo però le specie vivono più a nord a seconda della loro evoluzione: infatti le tribù umane più avanzate vivono solo a nord, circondati da creature che sono più vecchie di milioni di anni.
Le svariate specie di dinosauri del film sono ricostruite secondo le teorie più accreditate all'epoca: i dinosauri sono rappresentati come creature stupide, costantemente in lotta fra loro.

## Produzione
I mezzi navali che si vedono nel film erano modelli e i dinosauri (Allosaurus, Plesiosaurus, Triceratops, Styracosaurus, Pterodactylus) erano realizzati come pupazzi, piuttosto che con la tecnica della stop-motion.

## Accoglienza

### Critica
La terra dimenticata dal tempo fu accolto da recensioni miste da critica e pubblico, guadagnando un punteggio di Rotten Tomatoes del 50%.
The New York Times notò che il film è "Una pellicola inizialmente gradevole sulla scoperta di un regno misterioso dove coesistono varie fasi di evoluzione", ma "le prime virtù della 'Terra' crollano una volta raggiunta l'isola e si sviluppa nell'ingorgo di mostri artificiali."

### Incassi
Il film fu il 14º maggiore successo al botteghino britannico nel 1975.
L'inatteso successo del film spinse la Amicus Productions a realizzare altri due adattamenti cinematografici da opere di Burroughs.